# 후지와라노 요리무네
후지와라노 요리무네(藤原頼宗)는 일본 헤이안 시대 중기의 공경이다.
후지와라노 미치나가의 아들이다.